# Ciolănești
Ciolănești è un comune della Romania di 3 322 abitanti, ubicato nel distretto di Teleorman, nella regione storica della Muntenia. 
Il comune è formato dall'unione di 3 villaggi: Baldovinești, Ciolăneștii din Deal, Ciolăneștii din Vale.
La sede comunale si trova nell'abitato di Ciolăneștii din Deal.